# Róża Maria Goździewska
Róża Maria Goździewska,  també coneguda com Różyczka Goździewska (31 de març de 1936 - 29 d'octubre de 1989) va ser una polonesa, coneguda per haver estat la infermera més jove —amb només vuit anys— de l'Aixecament de Varsòvia de 1944.

## Biografia
Nascuda el 1936, quan tenia set anys, el seu pare va ser assassinat per la Gestapo el 1943. Un any després, l'1 d'agost, la ciutat de Varsòvia es va aixecar contra els ocupants alemanys; la població civil es va veure atrapada en el conflicte i diverses criatures es van convertir en nens soldats i van participar activament en els combats al costat dels insurgents polonesos.
Różyczka, de vuit anys, va ajudar a l'hospital de campanya, situat al número 11 del carrer Moniuszki de Varsòvia. Se la va adscriure com a infermera perquè confortava i feia somriure als pacients, els portava aigua i tractava d'eliminar les mosques. Aquell hospital de campanya col·laborava amb l'Exèrcit Nacional dels insurgents polonesos. Jadwiga Obretenny, una seva familiar de dinou anys, també es va enrolar com a infermera en l'Aixecament.
A principis d'agost de 1944, Goździewska va ser fotografiada amb el braçalet de la Creu Roja. El 2 d'octubre d'aquell mateix any, la revolta, després de patir grans baixes entre els participants civils, va ser finalment aixafada pels alemanys. Malgrat tot, ella i la seva germana van sobreviure a la guerra. Posteriorment es va graduar en la Universitat Tecnològica de Silèsia i el 1958 va emigrar a França, on es va casar i va tenir dos fills. Va morir el 29 octubre 1989.

## Remembrança
A principis del segle xxi, la seva foto d'infermera infantil, es va popularitzar en ser utilitzada juntament amb el material que va publicar el Museu de l'Aixecament de Varsòvia. La foto va ser acolorida cap el 2010 i, a finals d'aquella dècada, va esdevenir una de les fotografies més famoses de l'Aixecament de Varsòvia,  aixecament rememorat en el «Monument al petit insurgent» (Pomnik Małego Powstańca).